# Maria Pomianowska
Maria Pomianowska (ur. 26 czerwca 1961 w Warszawie) – profesor doktor habilitowana sztuki, polska instrumentalistka, wokalistka i pedagog, profesorka Akademii Muzycznej w Krakowie;  kompozytorka, grająca między innymi na sarangi, suce biłgorajskiej, wiolonczeli. Założyciel zespołów Raga Sangit, Zespół Polski, San-Nin Trio i Arcus Poloniae.

## Twórczość

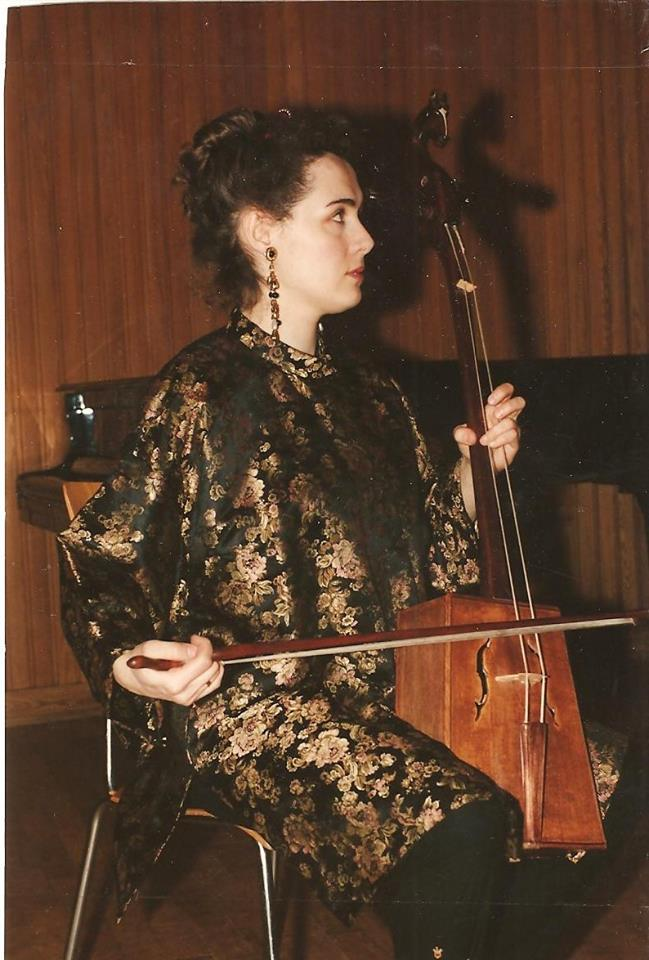
Maria Pomianowska grająca na morin chuur

Absolwentka Akademii Muzycznej w Warszawie w klasie wiolonczeli (1992). Jest uczennicą Ram Narayan z Indii w grze na sarangi. Prowadzi studia nad technikami gry na instrumentach muzycznych Azji, podróżując do Indii, Chin, Korei, Japonii oraz na Bliski Wschód. Zajmuje się także poszukiwaniami i rekonstrukcją technik gry dawnych polskich instrumentów strunowych suka biłgorajska, fidel płocka i innych.
W latach 80. założyła wraz ze swoim ówczesnym mężem Jerzym Pomianowskim grającym na tabli pierwszy polski zespół grający klasyczną muzykę indyjską Raga Sangit (1984–1989). Powstała wtedy również dzięki niej sekcja muzyki pozaeuropejskiej na warszawskiej Akademii Muzycznej. W ramach jej działań do Polski przyjeżdżali wirtuozi gry na instrumentach z Indii, Japonii i Iranu, grając koncerty i prowadząc warsztaty muzyczne.
Równolegle artystka rozwijała zainteresowania polską muzyką ludową. Powstał wtedy Zespół Polski, który sięgał do tradycji dawnych strunowych instrumentów kolanowych oraz do XIX wiecznych zapisów Oskara Kolberga. W składzie zespołu grały skrzypce żłobione, piszczałki, dudy, lira korbowa, cymbały, basy i bębny.
Maria Pomianowska przez kilka lat mieszkała w Japonii, gdzie prowadziła intensywną działalność muzyczną. Przygotowała tamże szereg programów dla japońskiej telewizji NHK, pisała muzykę do filmów, koncertowała na dworze cesarskim. W 2000 na zlecenie światowej sławy wiolonczelisty Yo-Yo Ma skomponowała kilka utworów, które następnie wspólnie z nim oraz Michałem Kulentym i Tomaszem Sobańcem wykonała na Festiwalu Kultury Azjatyckiej w Niigata w ramach projektu „Silk Road”.
Kolejnym projektem artystki (2010) była płyta i cykl koncertów Chopin na 5 kontynentach, którego konceptem jest połączenie muzyki Fryderyka Chopina z aranżacjami na instrumenty etniczne w ramach muzyki tradycyjnej z pięciu kontynentów.
W 2010 uzyskała stopień doktora sztuk muzycznych na Akademii Muzycznej w Krakowie za pracę zatytułowaną „Rekonstrukcja techniki wykonawczej na historycznych fidelach kolanowych a nowe wartości sonorystyczne”.
28 lutego 2011 po koncercie pt. Chopin na 5 kontynentach w Teatrze Wielkim w Warszawie otrzymała Paszport Chopina, prestiżową nagrodę przyznawaną przez Biuro Obchodów CHOPIN 2010 i wykonaną przez Polską Wytwórnię Papierów Wartościowych SA dla najwybitniejszych artystów związanych z twórczością Fryderyka Chopina.
6 lipca 2011, podczas uroczystości w Ministerstwie Kultury i Dziedzictwa Narodowego odebrała z rąk wiceministra Piotra Żuchowskiego Brązowy Medal „Zasłużony Kulturze Gloria Artis” za całokształt działalności artystycznej, w szczególności dotyczącej rekonstrukcji dawnych polskich instrumentów i utworów. Za wybitny wkład artystyczny w rozwój wspólnoty lokalnej i promocję Mazowsza w Polsce i na świecie dnia 27 listopada 2011 otrzymała z rąk Adama Struzika Nagrodę Marszałka Województwa Mazowieckiego a 28 listopada z rąk prezydenta RP Bronisława Komorowskiego Srebrny Krzyż Zasługi. W 2016 została wyróżniona Nagrodą Kulturalną Województwa Lubelskiego.
Od 2006 roku zasiada w radzie programowej Warszawskiego Festiwalu Skrzyżowanie Kultur, a od 2011 r. jest dyrektorem artystycznym festiwalu.
Od 2011 współpracuje z Anną Marią Jopek, tworzy również unikatowe programy muzyczne wraz z muzykami arabskimi i pakistańskimi, organizując i tworząc międzykulturowe projekty muzyczne w Azji i Afryce. W 2012 roku wydała w Pakistanie nagraną wraz z muzykami pakistańskimi płytę pt. ”Poland-Pakistan. Sound from two continents” oraz DVD nagrane z artystami arabskimi i wydane w Tunezji pt. ”Rawabit-Więzy”. W roku 2012 wydała również pierwszą w historii Polski a drugą na świecie monograficzną płytę z muzyką Tekli Bądarzewskiej, twórczyni hitu salonowego, sprzedanego w XIX wieku w milionie egzemplarzy na wszystkich kontynentach. W 2013 r. stworzyła zespół LutoSłowianie, który prezentuje związki muzyki Witolda Lutosławskiego z polską muzyką ludową. W tym samym roku wydała także płytę z Włodzimierzem Kiniorskim zatytułowaną „Dwugłowy smok”.
W grudniu 2014 wraz z prof. Ewą Dahlig-Turek wydała publikację pt „Fidele kolanowe. (Re)konstrukcja”.
W 2016 roku wydała płytę CD "Voice of suka" zawierającą autorskie kompozycje na zespół zrekonstruowanych suk biłgorajskich (suka sopranowa, suka altowa, suka basowa). Płyta otrzymała tytuł TOP of The World (Songlines).
W 2018 otrzymała Nagrodę Norwida w dziedzinie muzyki.
W 2019 została odznaczona Srebrnym Medalem „Zasłużony Kulturze Gloria Artis”.
W 2020 opublikowała pierwszy w historii podręcznik gry na suce biłgorajskiej i fideli płockiej.
W 2022 wydano słuchowisko Ballady i romanse Adama Mickiewicza z jej muzyką.
W 2023 otrzymała Nagrodę Mediów Publicznych w kategorii „Muzyka”.
Komponuje muzykę do sztuk teatralnych, do filmów.
Tworzyła utwory i koncertowała ze światowej sławy artystami: Yo Yo Mą, Boris Grebenshchikov, Gilem Goldsteinem, Gonzalo Rubalcabą, Branfordem Marsalisem, Kayhanem Kalhorem, Hosejnem Alizade i innymi.

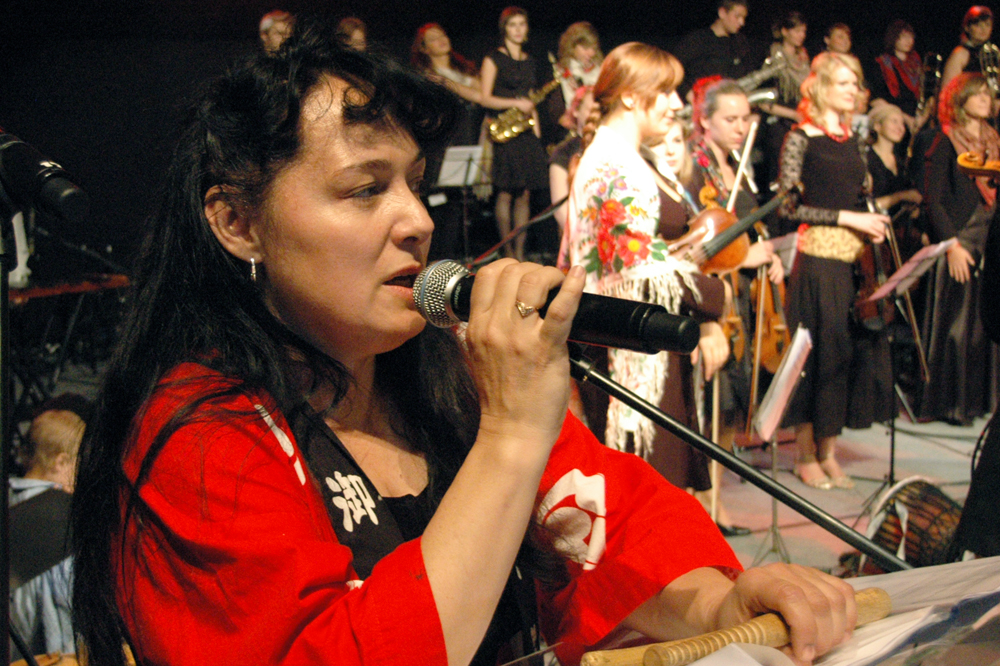
Maria Pomianowska zapowiada koncert Mistrzów w czasie Festiwalu Skrzyżowanie Kultur we wrześniu 2009
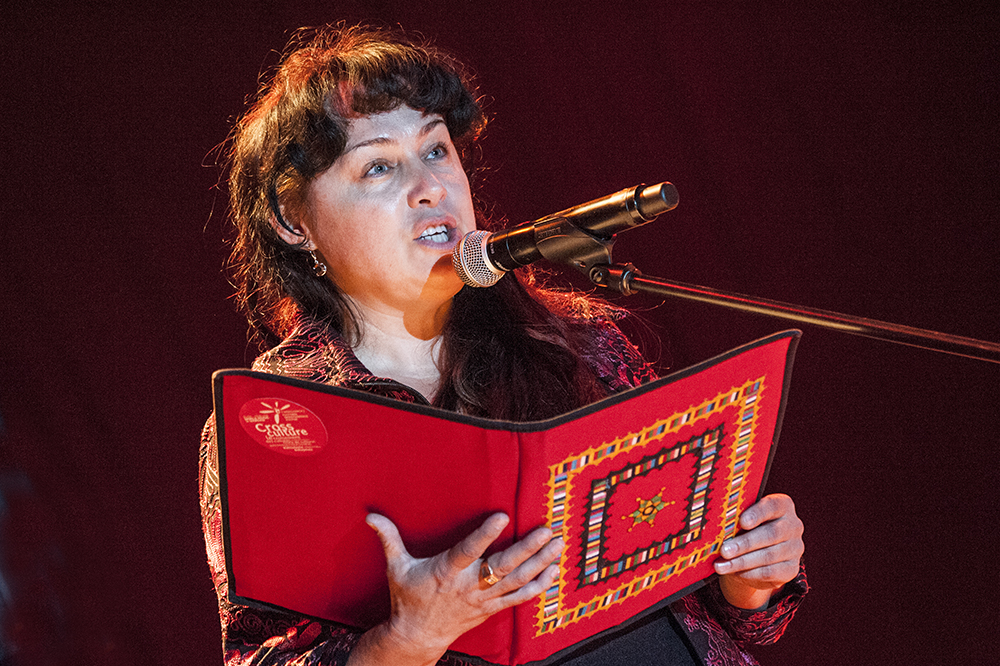
Maria Pomianowska zapowiada koncert na Festiwalu we wrześniu 2011.
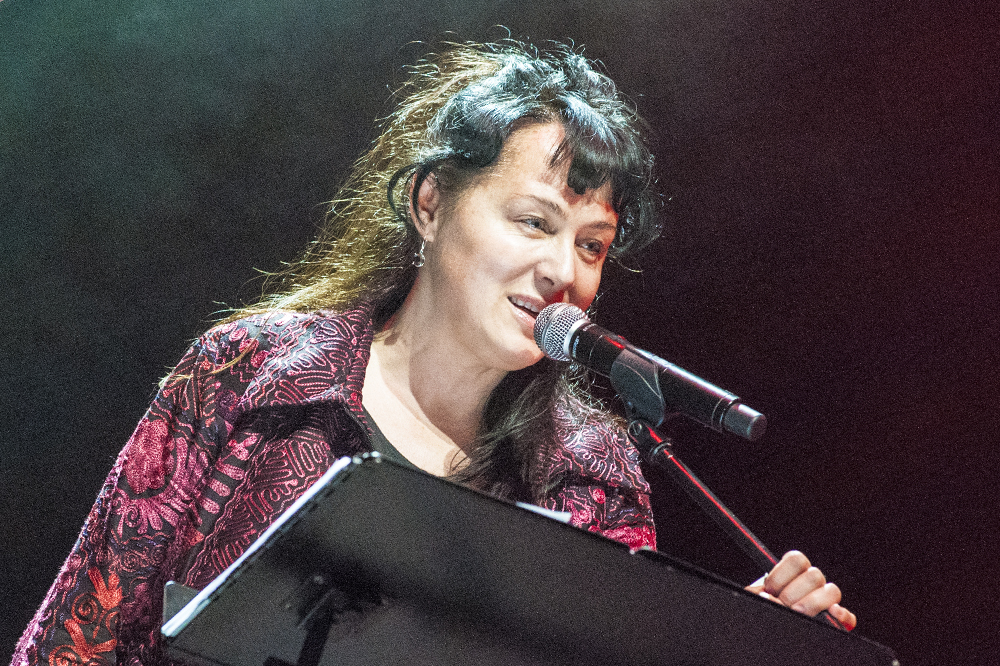
Maria Pomianowska, Dyrektor Artystyczny Festiwalu zapowiada koncert we wrześniu 2011.
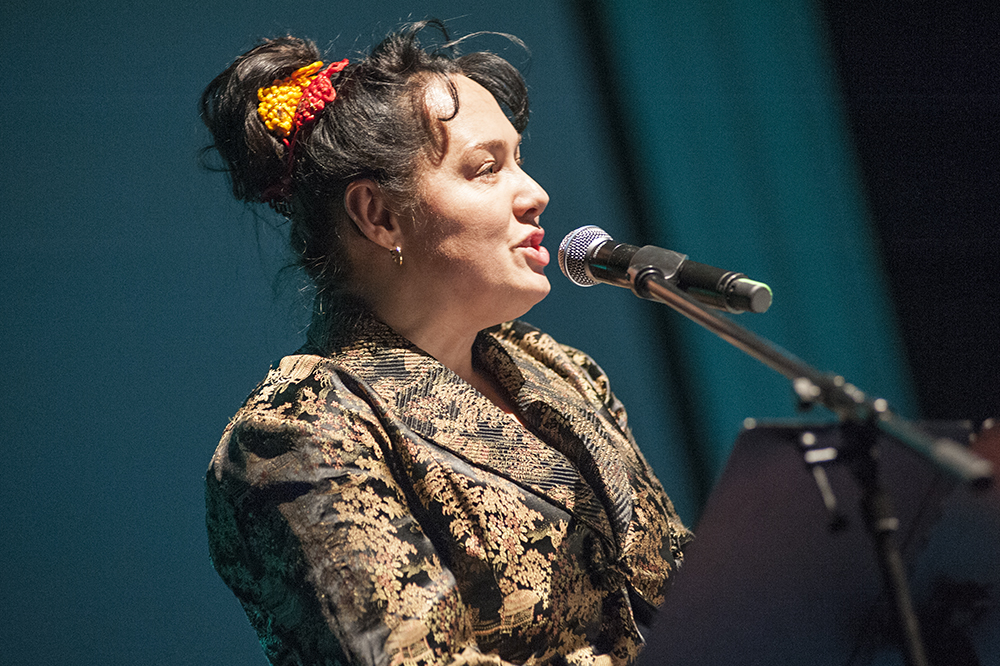
Maria Pomianowska na Festiwalu Skrzyżowanie Kultur we wrześniu 2012.

## Dyskografia
- 1989 – Muzyka z księgi (LP) klasyczna muzyka północnych Indii, Polskie Nagrania Muza
- 1995 – Muzyka nizin (CC, CD), Wyd. MTJ – aranżacje mazurków F.Chopina
- 1996 – Oj, chmielu (CD), Wyd. MTJ – stare pieśni i tańce, muzyka dawna i ludowa
- 2001 – Zapomniany dźwięk, rekonstrukcja brzmienia dawnych zapomnianych instrumentów
- 2002 – Suita Jedwabnego Szlaku – z muzykami z Japonii, Chin, Australii i Polski.
- 1997, 2007 – Kolędy znane i zapomniane, MTJ
- 2008 – Cztery pory roku, Zespół Polski,  MTJ
- 2010 – Chopin na 5 kontynentach, Musart/CM
- 2010 – U źródeł muzyki Chopina, Musart
- 2012 – Tekla Bądarzewska – Zapomniany dźwięk, Musart
- 2012 – Rawabit. Więzy. Poland-Tunisia. Embassy RP Tunis
- 2013 – Poland-Pakistan. Sound from two Continents Embassy RP Islamabad, IPAC
- 2013 – Dwugłowy smok. Pomianowska & Kinior, Festiwal Wolność i Pokój
- 2015 – Warszawa—Dakar, Maria Pomianowska & Groupe Gainde, For Tune
- 2016 – Stwórco Łaskawy, Maria Pomianowska Ensemble, For Tune
- 2016 – Voice of suka, For Tune[19]
- 2019 – Moniuszko z 1000 i jednej nocy, For Tune
- 2023 – Amber & Silk project, suka meets zheng (z Mingjie Yu)[20], Soliton[21]
- 2024 – Dance for suka, For Tune[22]